# Чехово (Багратіоновський район)
Чехово (рос. Чехово) — селище Багратіоновського району, Калінінградської області Росії. Входить до складу Гвардійського сільського поселення.
Населення — 564 особи (2015 рік).